# Phacellodomus ferrugineigula
A Phacellodomus ferrugineigula a madarak (Aves) osztályának verébalakúak (Passeriformes) rendjébe és a fazekasmadár-félék (Furnariidae) családjába tartozó faj.

## Rendszerezése
A fajt August von Pelzeln amerikai ornitológus írta le 1858-ban, az Anumbius nembe Anumbius ferrugineigula néven. Egyes szervezetek a Phacellodomus erythrophthalmus alfajaként sorolják be Phacellodomus erythrophthalmus ferrugineigula néven.

## Előfordulása
Dél-Amerikában, Brazília és Uruguay honos. Természetes élőhelyei a szubtrópusi és trópusi síkvidéki esőerdők és cserjések, lápok és mocsarak környékén valamint másodlagos erdők. Állandó, nem vonuló faj.

## Természetvédelmi helyzete
Az elterjedési területe nagyon nagy, egyedszáma pedig stabil. A Természetvédelmi Világszövetség Vörös listáján nem fenyegetett fajként szerepel.